# 3 Pułk Saperów im. gen. Karola Sierakowskiego
3 Pułk Saperów im. gen. Karola Sierakowskiego (3 psap) – oddział wojsk inżynieryjnych Sił Zbrojnych Rzeczypospolitej Polskiej.
Głównym przeznaczeniem jednostki jest wsparcie inżynieryjne oddziałów i pododdziałów 1 Dywizji Piechoty Legionów.

## Historia

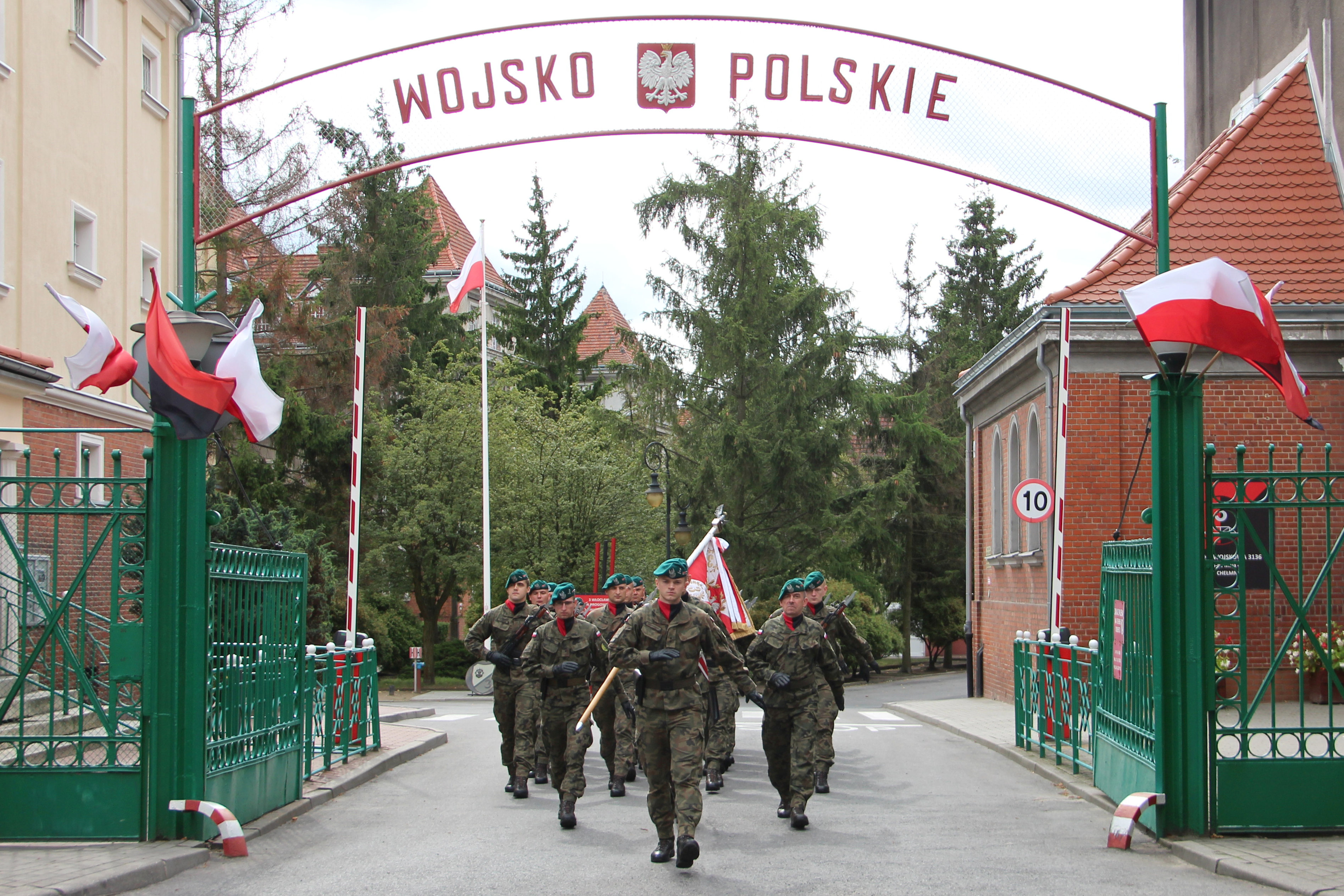
3 Pułk Saperów

11 stycznia 2023 rozpoczęto przeformowanie 3 Włocławskiego batalionu drogowo-mostowego w 3 pułk saperów. Pułk podporządkowany jest dowódcy 1 Dywizji Piechoty Legionów.

## Tradycje
3 Pułk Saperów jest kontynuatorem tradycji jednostek saperskich. Dziedziczy i kontynuuje tradycje następujących jednostek wojskowych:
- 3 pułku Saperów Wileńskich
- 3 Brygady Pontonowo-Mostowej
- 3 Warszawskiego pułku pontonowego
- 3 Włocławskiego pułku drogowo-mostowego
- 3 Włocławskiego batalionu drogowo–mostowego

Święto jednostki obchodzone jest 6 czerwca w celu upamiętnienia daty sformowania 3 pułku Saperów Wileńskich.

Insygnia
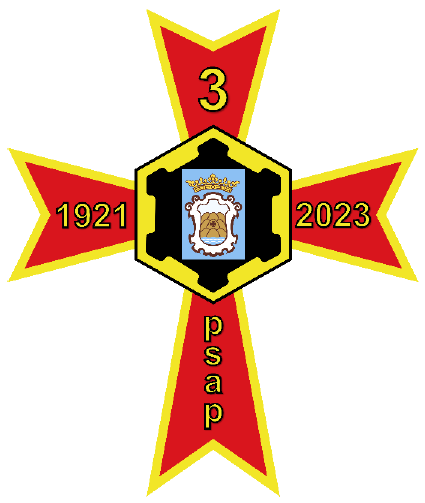
Odznaka pamiątkowa
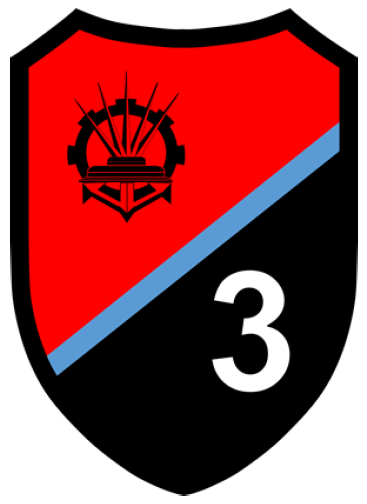
Oznaka rozpoznawcza na mundur wyjściowy
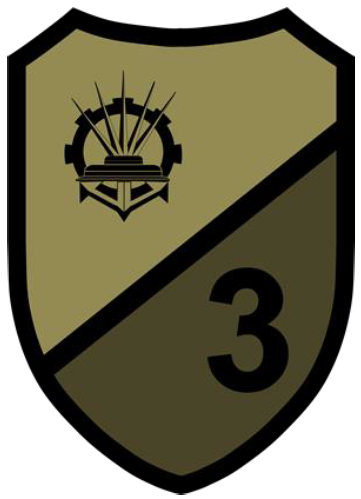
Oznaka rozpoznawcza na mundur polowy
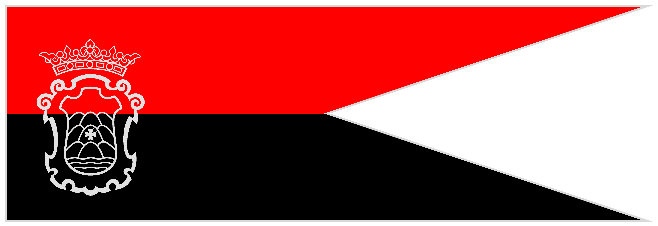
Proporczyk na beret

## Patron
Patronem jednostki jest gen. Karol Sierakowski, przedstawiciel inżynierii wojskowej okresu stanisławowskiego, były komendant korpusu inżynierów konnych.

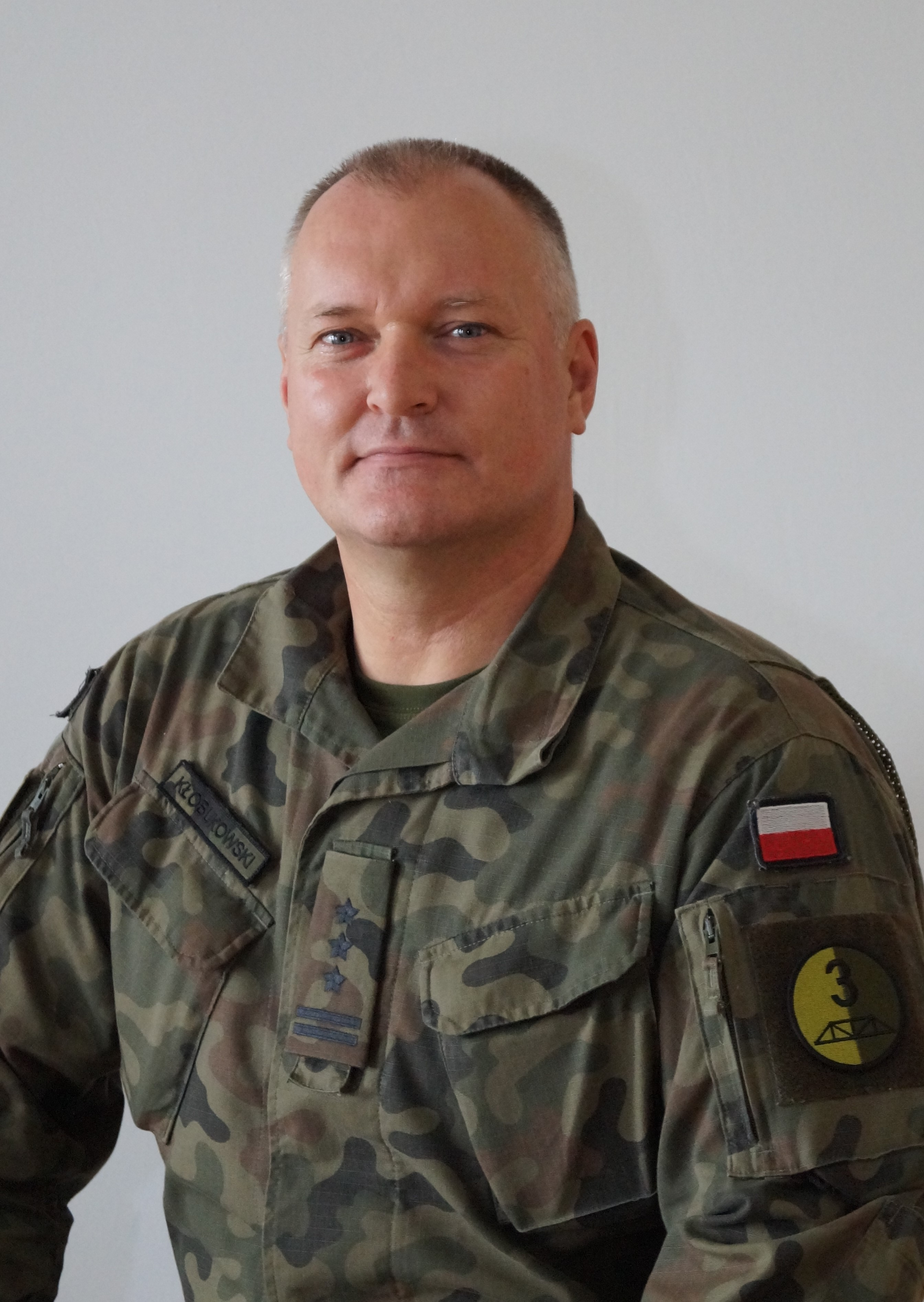
Dowódca 3 Pułku Saperów płk Filip Kłobukowski

## Dowódcy
- płk Filip Kłobukowski (od 30 czerwca 2023 – obecnie)[2].